# AEG Live
Anschutz Entertainment Group Live, conocida comúnmente como AEG Live, es una empresa estadounidense, subsidiaria de Anschutz Entertainment Group, dedicada a la producción y promoción de eventos principalmente musicales, como giras y festivales. Durante casi diez años, AEG Live se ha expandido y ha llegado a administrar y adquirir diversos recintos para presentar sus shows alrededor del mundo.

## Eventos
Algunos de los espectáculos organizados por AEG Live:
- Festival de Música y Artes de Coachella Valley
- Back to Basics World Tour de Christina Aguilera.
- Best of Both Worlds Tour y Wonder World Tour de Miley Cyrus.
- FutureSex/LoveShow de Justin Timberlake.
- High School Musical: The Concert.
- One World Tour de The Cheetah Girls.
- The Circus Starring: Britney Spears de Britney Spears.
- Cher at the Colosseum de Cher.
- This Is It de Michael Jackson.
- The E.N.D. World Tour de The Black Eyed Peas.
- Aphrodite World Tour de Kylie Minogue.
- The Reflection Tour de Fifth Harmony.
- Mariah Carey: #1's de Mariah Carey.
- Il Divo & Orchestra in Concert de Il Divo.
- Witness: The Tour de Katy Perry.
- Born Pink World Tour de Blackpink.